# Campeonato Cearense de Futebol - Série B
O Campeonato Cearense de Futebol - Série B  é a divisão de acesso ao Campeonato Cearense de Futebol, a primeira edição do certame cearense da Segunda Divisão ocorreu em 1915, na década de 20 teve alguns vencedores sendo realizado pela Associação Cearense de Desportos.
Através das décadas tivemos as seguintes disputas: De 1915 a 1919 cinco campeonatos com três acessos promovidos pela Liga Metropolitana Cearense de Futebol, de 1920 a 1929 tivemos dez certames com direito a seis anos com acesso sendo todos promovidos pela Associação Desportiva Cearense, de 1930 a 1939 ocorreu mais dez campeonatos com pelo menos cinco anos com acesso, nesta década a ADC promoveu as edições de 1930 a 1933 e o de 1939, já os certames de 1934 a 1938 ficou ao cargo da Liga Desportiva Suburbana Cearense. Na década de 1940 a 1949 foi disputado mas dez campeonatos, sendo o de 1940 promovido pela ADC e o de 1941 a 1949 pela Federação Cearense de Desportos, ao todo tivemos apenas dois acessos o que desmotivavam os clubes. De 1950 a 1958 tivemos oito certames, com dois acessos diretos e um para a prova de fogo, e o campeonato não foi disputado em dois anos. Já na década de sessenta a Segunda Divisão foi disputada em nove ocasiões, sendo estruturada em 1966, havendo acessos em quatro anos direto e  uma vaga na prova de fogo em uma ocasião. Na década de 70 e 80 não tivemos a divisão de acesso, pois a Federação Cearense de Futebol criada em 1973 só realizava a Série A do estadual. Na década de noventa a Segundona retornou com força total, sendo disputada em seis ocasiões, com o Torneio Seletivo em 1994, onde subiram duas equipes, com o Intermunicipal de 1995 a 1997 onde os regulamentos da APCDEC e da FCF relatavam o direito do acesso, e em duas ocasiões ocorreu, sendo uma para o certame principal e outra para a Segunda Divisão estruturada de 1998, ano este que a FCF retornou a realizar a competição. Já nas décadas de 2000, 2010 até 2022 ocorreram vinte e duas competições com acessos a Série A e decesso a partir de 2004 para a Série C. Portando ao longo da história tivemos 80 edições do Campeonato Cearense de Futebol da Segunda Divisão.

## Liga Metropolitana Cearense de Futebol e Associação Desportiva Cearense
Em 1915 Fortaleza era a 8ª maior cidade do país com 73223 habitantes. a Liga Metropolitana era composta por times de elite,  e possuía uma separação por hierarquização: as equipes dos jovens abastados na primeira divisão e uma segunda divisão por pessoas de menor condição financeira, enquanto os jogos da primeira divisão era realizado no Campo do Prado, os de baixa condição eram na Praça Fernandes Vieira, surgindo os campeonatos de "segunda divisão" em 1915 vencido pelo Riachuelo Atlético Clube e no ano seguinte pelo Hespéria mesmo com "algumas burocracias" tem êxitos e conseguem o acesso para disputar os campeonatos da elite cearense nos próximos anos.
Na década de 20 já com os Campeonatos realzados pela Associação Cearense de Desportos, o América consegue o título e disputar no mesmo ano que sobe o Campeonato Cearense de Futebol de 1921 algumas equipes apesar de vencer "a Segundona" de acordo com o antigo regulamento, o clube levantasse o Campeonato da Segunda Divisão ficaria capacitado para ir disputar no ano seguinte, na Primeira, isso depois de um encontro com o último colocado dessa fileira. não disputava a Elite.
Sobem da segundona para primeira em 1922 as equipes do Humaitá, Flamengo e Cutuba os promovidos da Segundona para o Campeonato de 1923.. No jogo valendo a vaga Maranguape Sport Club consegue o acesso e tirando Humaitá último colocado de 1925 do campeonato de 1926, feito repetidos pela demais equipes que conseguiram êxito além de vencer a segundona vencer em dois jogos o último colocado do estadual.
Em 9 de junho de 1929 tem registro o confronto entre  José de Alencar Foot-Ball Club x Sul América F.C.. e em 5 de Novembro de 1929 pela segundona jogo entre Araré de Porangaba vence por 2 x 1 a equipe do Nordeste Sport Club.

## A Associação Cearense de Desportos transfere a Liga Suburbana de Desporto a realização
Durante o ano de 1934 é fundada a Liga Suburbana de Desporto na sede do José de Alencar Foot-Ball Club por Manoel Aranha, Atila Tavares, Antônio Nascimento, Manoel Gomes, Pena Filho e Antônio Azim , em 11 de setembro de 1934 com o começo o primeiro campeonato em 15 de novembro de 1934 entre os participantes: Ferroviário, Guarani, José de Alencar Foot-Ball Club, Liberal, Oriente Foot-Ball Club, Peñarol Sport Club, Porangaba Sport Club e São Paulo no campo do Fortaleza.
Se filia a Associação Cearense de Desportos e em 25 de setembro de 1935 e reconhecida pela Confederação Brasileira de Desportos  sendo a segunda divisão cearense. Conforme a edição 207 da Revista Sport Ilustrado de 1942 cita que "De acordo com o antigo regulamento do nosso esporte, o clube levantasse o Campeonato da Segunda Divisão ficaria capacitado para ir disputar no ano seguinte, na Primeira, isso depois de um encontro com o último colocado dessa fileira.
Os primeiros campeões da liga são: Ferroviário em 1934,  Guarani em 1935, Flamengo Foot-Ball Club em 1936 tendo vice o José de Alencar Foot-Ball Club.
No dia 27 de Junho de 1937 no Bairro do Barro Vermelho o Cavalaria Sport Club inaguuara seu estadio versus o Fortaleza  e leva o título daquele ano  sendo o vice Mangueira Foot-ball Club 
Em 26 de Fevereiro de 1938 no Jornal a Razão cita que a A.D.C negou a filiação do Ferroviário para o Campeonato de 1938 até que quitasse o débito com a Liga Suburbuna  , a abertura do Campeonato entre as equipes do Luso e do Flamengo 
Em 1939 o Flamengo Foot-Ball Club conquista invicto o título contra as equipes do Luso Futebol Clube, Mangueira, Oriente Foot-Ball Club, Social, Têxtil e Ypiranga. No ano seguinte é a vez do Social Sport Club vencer  e em 1941 o Luso Futebol Clube tendo o Terra e Mar vice  tendo participado também Volante Atlético Clube, Oriente,  Ouro Preto, PAM, I.F.O.C.S., Flamengo, Vingador, Olimpico e Fluminense. O mesmo Luso Futebol Clube vence invicto em 1943 e tendo vice o Riachuelo   . Em 1944 é a vez do José de Alencar Foot-Ball Club conquistar a segundona tendo vice o Águia do Norte, terceiro Independência, quarto colocado o 1º de Maio, quinto o Riachuelo, sexto o Rio Negro e sétimo o Humaitá.

## Federação Cearense de Desportos
Foi disputado algumas vezes aleatoriamente nas décadas de 50 e 60. Em 1951 vence o Usina Ceará Atlético Clube, na década de 60 os vencedores são: Guarany Sporting Club em 1966, Quixadá Futebol Clube em 1967, Associação Esportiva Tiradentes em 1968 e Olavo Bilac Esporte Clube em 1969.

## Federação Cearense de Futebol
A disputa retorna em 1994, quando desde de 1998 passou a ser disputado de forma contínua. Em 2014, por motivo de patrocínio, passou a ser denominado Cearense New Magic. sendo Guarany Sporting Club o maior vencedor nessa era, com três estaduais no ano de 1999, 2005 e 2008.

## Campeões
| Edição                                 | Ano  | Campeão             | Vice-campeão               | Terceiro lugar      | Quarto lugar       |
| -------------------------------------- | ---- | ------------------- | -------------------------- | ------------------- | ------------------ |
| Liga Metropolitana Cearense de Futebol |      |                     |                            |                     |                    |
| 1ª                                     | 1915 | Riachuelo           |                            |                     |                    |
| 2ª                                     | 1916 | Hespéria            |                            |                     |                    |
| Associação Desportiva Cearense         |      |                     |                            |                     |                    |
| 3ª                                     | 1921 | América             |                            |                     |                    |
| 4ª                                     | 1922 | Humaitá             | Flamengo                   | Cutuba              |                    |
| 5ª                                     | 1925 | Maranguape          |                            |                     |                    |
| 6ª                                     | 1929 | Crato               | Flamengo                   | Maranguape          |                    |
| 7ª                                     | 1930 | Maranguape          |                            |                     |                    |
| 8ª                                     | 1931 | Sam Christovam      |                            |                     |                    |
| 9ª                                     | 1932 | América             |                            |                     |                    |
| Liga Suburbana de Desporto             |      |                     |                            |                     |                    |
| 10ª                                    | 1934 | Ferroviário         |                            |                     |                    |
| 11ª                                    | 1935 | Guarani             |                            |                     |                    |
| 12ª                                    | 1936 | Flamengo            | José de Alencar            |                     |                    |
| 13ª                                    | 1937 | Cavalaria           | Mangueira F.C.             |                     |                    |
| 14ª                                    | 1939 | Flamengo            |                            |                     |                    |
| 15ª                                    | 1940 | Social              |                            |                     |                    |
| 16ª                                    | 1941 | Luso                | Terra e Mar                |                     |                    |
| Federação Cearense de Desportos        |      |                     |                            |                     |                    |
| 17ª                                    | 1942 | Fluminense          |                            |                     |                    |
| 18ª                                    | 1943 | Luso                | Riachuelo                  |                     |                    |
| 19ª                                    | 1944 | José de Alencar     | Águia do Norte             | Independência       | 1º de Maio         |
| 20ª                                    | 1945 | Águia do Norte      | 1º de Maio                 |                     |                    |
| 21ª                                    | 1946 | Águia do Norte      |                            |                     |                    |
| 22ª                                    | 1947 | Águia do Norte      | Paulista                   |                     |                    |
| 23ª                                    | 1948 | Águia do Norte      |                            |                     |                    |
| 24ª                                    | 1949 | Porangaba           | Vargas Filho               |                     |                    |
| 25ª                                    | 1950 | Em Pesquisa         | Em Pesquisa                | Em Pesquisa         | Em Pesquisa        |
| 26ª                                    | 1951 | Usina Ceará         | Vargas Filho               |                     |                    |
| 27ª                                    | 1952 | Vargas Filho        | 24 de maio                 |                     |                    |
| 28ª                                    | 1953 | Porangaba           | Vargas Filho               |                     |                    |
| 29ª                                    | 1954 | Porangaba           | Águia do Norte             |                     |                    |
| 30ª                                    | 1955 | Porangaba           | Paulista                   |                     |                    |
| 31ª                                    | 1956 | 24 de Maio          | Vargas Filho               |                     |                    |
| 32ª                                    | 1957 | Terra e Mar         |                            |                     |                    |
| 33ª                                    | 1958 | Terra e Mar         | Treze de Porangabussú      |                     |                    |
| 34ª                                    | 1959 | Terra e Mar         |                            |                     |                    |
| 35ª                                    | 1960 | Em Pesquisa         | Em Pesquisa                | Em Pesquisa         | Em Pesquisa        |
| 36ª                                    | 1961 | Em Pesquisa         | Em Pesquisa                | Em Pesquisa         | Em Pesquisa        |
| 37ª                                    | 1962 | Em Pesquisa         | Em Pesquisa                | Em Pesquisa         | Em Pesquisa        |
| 38ª                                    | 1963 | Em Pesquisa         | Em Pesquisa                | Em Pesquisa         | Em Pesquisa        |
| 39ª                                    | 1964 | Em Pesquisa         | Em Pesquisa                | Em Pesquisa         | Em Pesquisa        |
| 40ª                                    | 1965 | Em Pesquisa         | Em Pesquisa                | Em Pesquisa         | Em Pesquisa        |
| 41ª                                    | 1966 | Guarany de Sobral   | Quixadá                    | Tiradentes          | Salgado da Gama    |
| 42ª                                    | 1967 | Quixadá             | União Desportiva Messejana | Tiradentes          | Salgado da Gama    |
| 43ª                                    | 1968 | Tiradentes          | Riachuelo                  | Sonda               | Onze Veloz         |
| 44ª                                    | 1969 | Olavo Bilac         | União Desportiva Messejana | Riachuelo           | Santa Cecília      |
| Federação Cearense de Futebol          |      |                     |                            |                     |                    |
| 45ª                                    | 1994 | EC Limoeiro         | Uruburetama                | Maguari             | Ubajarense         |
| 46ª                                    | 1998 | Uniclinic           | Itapipoca                  | Crato               | Itapajé            |
| 47ª                                    | 1999 | Guarany de Sobral   | Crato                      | Calouros do Ar      | Itapajé            |
| 48ª                                    | 2000 | Itapajé             | Boa Viagem                 | Uruburetama         | Pacajús            |
| 49ª                                    | 2001 | AD Limoeiro         | Maranguape                 | Quixadá             | Uruburetama        |
| 50ª                                    | 2002 | Itapipoca           | Quixadá                    | ADRC Icasa          | Calouros do Ar     |
| 51ª                                    | 2003 | ADRC Icasa          | Uniclinic                  | Calouros do Ar      | Tiradentes         |
| 52ª                                    | 2004 | Guarani de Juazeiro | Tiradentes                 | Guarany de Sobral   | Uruburetama        |
| 53ª                                    | 2005 | Guarany de Sobral   | Maranguape                 | Crateús             | Crato              |
| 54ª                                    | 2006 | Guarani de Juazeiro | Itapajé                    | Horizonte           | Crato              |
| 55ª                                    | 2007 | Horizonte           | Boa Viagem                 | Crato               | Guarany de Sobral  |
| 56ª                                    | 2008 | Guarany de Sobral   | Maranguape                 | Maracanã            | Tiradentes         |
| 57ª                                    | 2009 | AD Limoeiro         | Crato                      | Guarani de Juazeiro | Maracanã           |
| 58ª                                    | 2010 | ADRC Icasa          | Tiradentes                 | Uniclinic           | Trairiense         |
| 59ª                                    | 2011 | Trairiense          | Crateús                    | Maracanã            | Juazeiro           |
| 60ª                                    | 2012 | Maracanã            | São Benedito               | Uniclinic           | Boa Viagem         |
| 61ª                                    | 2013 | Itapipoca           | Quixadá                    | Maranguape          | Iguatu             |
| 63ª                                    | 2014 | São Benedito        | Maranguape                 | Barbalha            | Nova Russas        |
| 64ª                                    | 2015 | Tiradentes          | Uniclinic                  | Maracanã            | Itapajé            |
| 65ª                                    | 2016 | Alto Santo          | Horizonte                  | Ferroviário         | Floresta           |
| 66ª                                    | 2017 | Iguatu              | Floresta                   | Maracanã            | Aliança            |
| 67ª                                    | 2018 | Barbalha            | Guarany de Sobral          | Caucaia             | ADRC Icasa         |
| 68ª                                    | 2019 | Caucaia             | Pacajus                    | Crato               | Maranguape         |
| 69ª                                    | 2020 | ADRC Icasa          | Crato                      | Itapipoca           | Maranguape         |
| 70ª                                    | 2021 | Maracanã            | Iguatu                     | Horizonte           | Maranguape         |
| 71ª                                    | 2022 | Guarani de Juazeiro | Barbalha                   | Horizonte           | Grêmio Pague Menos |
| 72ª                                    | 2023 | Horizonte           | Floresta                   | Icasa               | Guarany de Sobral  |
| 73ª                                    | 2024 | Tirol               | Cariri                     | Icasa               | Itapipoca          |
| 74ª                                    | 2025 | Maranguape          | Quixadá                    | Itapipoca           | Crato              |

## Títulos por equipe
| Clube                      | Cidade            | Títulos                     | Vices                       |
| -------------------------- | ----------------- | --------------------------- | --------------------------- |
| Guarany de Sobral          | Sobral            | 4 (1966, 1999, 2005 e 2008) | 1 (2018)                    |
| ADRC Icasa                 | Juazeiro do Norte | 3 (2003, 2010 e 2020)       | 0                           |
| Guarani de Juazeiro        | Juazeiro do Norte | 3 (2004, 2006 e 2022)       | 0                           |
| Tiradentes                 | Fortaleza         | 2 (1968 e 2015)             | 2 (2004 e 2010)             |
| Itapipoca                  | Itapipoca         | 2 (2002 e 2013)             | 1 (1998)                    |
| Horizonte                  | Horizonte         | 2 (2007 e 2023)             | 1 (2016)                    |
| AD Limoeiro                | Limoeiro do Norte | 2 (2001 e 2009)             | 0                           |
| Maracanã                   | Maracanaú         | 2 (2012 e 2021)             | 0                           |
| Quixadá                    | Quixadá           | 1 (1967)                    | 4 (1966, 2002, 2013, 2025)  |
| Maranguape                 | Maranguape        | 1 (2025)                    | 4 (2001, 2005, 2008 e 2014) |
| Uniclinic                  | Fortaleza         | 1 (1998)                    | 2 (2003 e 2015)             |
| Itapajé                    | Itapajé           | 1 (2000)                    | 1 (2006)                    |
| São Benedito               | São Benedito      | 1 (2014)                    | 1 (2012)                    |
| Iguatu                     | Iguatu            | 1 (2017)                    | 1 (2021)                    |
| Barbalha                   | Barbalha          | 1 (2018)                    | 1 (2022)                    |
| Social                     | Fortaleza         | 1 (1940)                    | 0                           |
| Luso                       | Fortaleza         | 1 (1943)                    | 0                           |
| José de Alencar            | Fortaleza         | 1 (1944)                    | 0                           |
| Usina Ceará                | Fortaleza         | 1 (1951)                    | 0                           |
| Olavo Bilac                | Fortaleza         | 1 (1969)                    | 0                           |
| EC Limoeiro                | Limoeiro do Norte | 1 (1994)                    | 0                           |
| Trairiense                 | Trairi            | 1 (2011)                    | 0                           |
| Alto Santo                 | Alto Santo        | 1 (2016)                    | 0                           |
| Caucaia                    | Caucaia           | 1 (2019)                    | 0                           |
| Tirol                      | Fortaleza         | 1 (2024)                    | 0                           |
| Crato                      | Crato             | 0                           | 3 (1999, 2009 e 2020)       |
| União Desportiva Messejana | Fortaleza         | 0                           | 2 (1967 e 1969)             |
| Boa Viagem                 | Boa Viagem        | 0                           | 2 (2000 e 2007)             |
| Floresta                   | Fortaleza         | 0                           | 2 (2017 e 2023)             |
| Águia do Norte             | Fortaleza         | 0                           | 1 (1944)                    |
| Riachuelo                  | Fortaleza         | 0                           | 1 (1968)                    |
| Uruburetama                | Uruburetama       | 0                           | 1 (1994)                    |
| Crateús                    | Crateús           | 0                           | 1 (2011)                    |
| Pacajus                    | Pacajus           | 0                           | 1 (2019)                    |
| Cariri                     | Juazeiro do Norte | 0                           | 1 (2024)                    |

## Títulos por cidade
| Cidade            | Títulos | Vices | Terceiro lugar | Quarto lugar | Total |
| ----------------- | ------- | ----- | -------------- | ------------ | ----- |
| Fortaleza         | 9       | 10    | 9              | 9            | 37    |
| Juazeiro do Norte | 6       | 3     | 4              | 1            | 14    |
| Sobral            | 4       | 1     | 1              | 2            | 7     |
| Limoeiro do Norte | 3       | 0     | 0              | 0            | 3     |
| Horizonte         | 2       | 1     | 3              | 0            | 6     |
| Itapipoca         | 2       | 1     | 2              | 1            | 6     |
| Maracanaú         | 2       | 0     | 4              | 1            | 7     |
| Quixadá           | 1       | 3     | 1              | 0            | 5     |
| Maranguape        | 1       | 3     | 0              | 2            | 6     |
| Barbalha          | 1       | 1     | 1              | 0            | 3     |
| Itapajé           | 1       | 1     | 0              | 3            | 5     |
| São Benedito      | 1       | 1     | 0              | 0            | 2     |
| Iguatu            | 1       | 1     | 0              | 1            | 3     |
| Trairi            | 1       | 0     | 0              | 1            | 2     |
| Alto Santo        | 1       | 0     | 0              | 0            | 1     |
| Crato             | 0       | 3     | 2              | 3            | 8     |
| Boa Viagem        | 0       | 2     | 0              | 1            | 3     |
| Uruburetama       | 0       | 1     | 1              | 2            | 4     |
| Crateús           | 0       | 1     | 1              | 0            | 2     |
| Capistrano        | 0       | 0     | 1              | 0            | 1     |
| Ubajara           | 0       | 0     | 0              | 1            | 1     |
| Pacajus           | 0       | 0     | 0              | 1            | 1     |
| Nova Russas       | 0       | 0     | 0              | 1            | 1     |
| Viçosa do Ceará   | 0       | 0     | 0              | 1            | 1     |

## Outras divisões
- Campeonato Cearense
- Campeonato Cearense - Série C